# Charles Boscawen
Charles Boscawen (1627-1689) est un homme politique anglais qui siège à la Chambre des communes entre 1654 et 1689.

## Origines
Boscawen est le fils de Hugh Boscawen de Tregothnan, Cornouailles de son épouse Margaret Rolle, fille de Robert Rolle (1560-1633) de Heanton Satchville, Petrockstowe, dans le Devon. Il est baptisé le 28 octobre 1627. Ses frères sont Hugh Boscawen (1625-1701), député, et Edward Boscawen (1628-1685), député (père de Hugh Boscawen (1er vicomte Falmouth) (1680-1734)) qui représente également des circonscriptions de Cornouailles. Les Boscawens sont une ancienne famille de Cornouailles. Son père, Hugh Boscawen (né en 1620) de Tregothnan, est le treizième descendant d'un certain Henry de Boscawen . Il tire un revenu énorme de ses mines de cuivre à Chacewater et à Gwennap où il est le principal propriétaire . La mine de Chacewater, maintenant connue sous le nom de Wheal Busy, est située dans ce qui est connu à une époque comme "le plus riche mile carré de la planète". Au cours de son exploitation, il produit plus de 100 000 tonnes de minerai de cuivre et 27 000 tonnes d’arsenic .

## Carrière
Il suit une formation d'avocat au Inner Temple en 1646 .
En décembre 1654, il est élu député de Cournouailles au Parlement du premier protectorat. Il est élu député de Truro en 1659 pour le Parlement du troisième protectorat. En 1652 et 1657, il est commissaire à l'évaluation pour la Cornouailles. En décembre 1659, il prend part à l'adresse de Cornouailles pour un parlement libre. Il devient juge de paix en 1660 et est capitaine de la milice à partir de 1660, ainsi que commissaire à divers moments . En 1689, il est élu député de Tregoney, poste qu'il occupe jusqu'à sa mort quelques mois plus tard à l'âge de 62 ans.
Boscawen n'est pas marié .